# Пера, Жан-Люк
Жан-Люк Пера (фр. Jean-Luc Pérat; род. 23 января 1950, Ирсон) — французский политик, бывший депутат Национального собрания Франции, бывший член Социалистической партии Франции
Родился 23 января 1950 г. в городе Ирсон (департамент Эна). На выборах в Национальное собрание 2007 г. выиграл голосование по 24-му избирательному округу департамента Нор, получив 53,15 % голосов.
Во время выборов в Национальное собрание 2012 г. в результате изменения границ избирательных округов его 24-й округ был упразднен, и Жан-Люк Пера хотел стать кандидатом социалистов по 3-му избирательному округу, но уступил мэру Мобёжа Реми Повро. После этого Пера выставил свою кандидатуру на выборах как независимый левый кандидат, после чего его исключили из Социалистической партии. В 1-м туре выборов Пера занял 3-е место с 19,3 % и не прошёл во 2-й тур.
После избрания депутатом в 2008 году Жан-Люк Пера ушел в отставку с поста мэра коммуны Анор, но на следующих муниципальных выборах в 2014 году, уже после поражения на выборах в Национальное собрание, вновь баллотировался в мэры Анора и одержал победу. На выборах 2020 года он сохранил мандат мэра без борьбы, так его выборный блок был единственным.

## Занимаемые выборные должности
18.03.1977 — 17.03.1983 — вице-мэр коммуны Анор 

20.03.1989 — 16.03.2008 — мэр коммуны Анор 

18.03.2001 — 03.2015 — советник (член Генерального совета) департамента Нор от кантона Трелон 

20.06.2007 — 18.06.2012 — депутат Национального собрания Франции от 24-му избирательного округа департамента Нор 
 
c 08.04.2014 — мэр коммуны Анор